# Charaxes nyanzae
Charaxes nyanzae är en fjärilsart som beskrevs av Van Someren 1967. Charaxes nyanzae ingår i släktet Charaxes och familjen praktfjärilar. Inga underarter finns listade i Catalogue of Life.